# Season of the Witch (Donovan)
Season of the Witch è un brano musicale scritto dal cantautore scozzese Donovan e da Shawn Phillips. Si tratta di uno dei primi esempi di rock psichedelico. Il brano venne pubblicato nel settembre 1966 incluso nell'album statunitense Sunshine Superman di Donovan.

## Il brano
Originariamente registrata da Donovan solo per il mercato statunitense, una versione della canzone ad opera dei The Pandamonium fu pubblicata in Gran Bretagna su singolo nel novembre 1966 (CBS 202462), mentre la versione di Donovan uscì in Gran Bretagna solo nel giugno 1967 su etichetta Pye Records all'interno della compilation Sunshine Superman.
La registrazione vede la presenza di Bobby Ray al basso e di "Fast" Eddie Hoh alla batteria. La chitarra viene suonata da Jimmy Page, all'epoca ancora solo un rinomato turnista britannico.

## Cover
Il brano è stato reinterpretato da numerosi artisti, tra i quali: The Pandamonium, Julie Driscoll, Al Kooper & Stephen Stills, Mike Bloomfield, Sam Gopal, Vanilla Fudge, Terry Reid, Hole, The Masked Marauders, Robert Plant, Dr. John, Joan Jett, The Strangelings, Karen Elson, Cindy Lee Berryhill, The Stone Coyotes, Buzzy Linhart e più recentemente Lana Del Rey.

## Riferimenti ed omaggi
Il titolo della canzone è stato utilizzato per tre film:
- La stagione della strega (Season of the Witch), regia di George A. Romero (1972)
- Halloween III - Il signore della notte (Halloween III: Season of the Witch), regia di Tommy Lee Wallace (1982)
- L'ultimo dei Templari (Season of the Witch), regia di Dominic Sena (2011)

E per quattro libri:
- Season of the Witch, racconto di science fiction del 1968 di Hank Stine
- The Season of the Witch, romanzo del 1971 di James Leo Herlihy
- Season of the Witch: How the Occult Saved Rock and Roll, saggio del 2014 di Peter Bebergal
- Season of the Witch: Enchantment, Terror, and Deliverance in the City of Love, saggio del 2013 di David Talbot

Il titolo del brano è stato inoltre d'ispirazione al produttore discografico Joe Boyd per il nome della sua compagnia Witchseason Productions.
Season of the Witch è stata utilizzata come sigla di testa nella serie televisiva Britannia.